# Третя зміна
«Третя зміна» (англ. Third Watch) — американський драматичний телесеріал каналу NBC, прем'єра якого відбулася у 1999—2005 роках. Шість сезонів (132 епізоди) телешоу створені Джоном Веллсом, автором популярної медичної драми NBC «Швидка допомога», та Едвардом Алленом Бернером, колишнім співробітником поліції.
Серіал «Третя зміна», дія якого відбувається в Нью-Йорку, розповідав про службу та життя працівників вигаданого відділу поліції, пожежників та медиків «швидкої» (парамедиків), які працюють у «третю зміну» — з третьої до одинадцятої години вечора.
Перший епізод третього сезону «Своїми словами» (In Their Own Words) вийшов 15 жовтня 2001 року та складався з інтерв'ю реальних поліціантів, пожежників та парамедиків Нью-Йорка, які брали участь у рятувальних роботах та ліквідації наслідків терористичних атак 11 вересня 2001 року. Другий епізод вийшов під назвою «Десяте вересня» (September Tenth) — герої серіалу проживають останній вечір перед днем, якій змінить сучасну історію Америки й всього світу.

## Список епізодів
| Сезони | Епізоди | Прем'єра        | Прем'єра       |
| Сезони | Епізоди | Початок         | Закінчення     |
| ------ | ------- | --------------- | -------------- |
| 1      | 22      | 26 вересня 1999 | 15 травня 2000 |
| 2      | 22      | 2 жовтня 2000   | 14 травня 2001 |
| 3      | 22      | 15 жовтня 2001  | 13 травня 2002 |
| 4      | 22      | 30 вересня 2002 | 28 квітня 2003 |
| 5      | 22      | 29 вересня 2003 | 7 травня 2004  |
| 6      | 22      | 24 вересня 2004 | 6 травня 2005  |

## Актори й персонажі
| Основна роль  |
| Гостьова роль |

### Основні актори
| Актори          | Персонажі                                                             | Сезони | Сезони | Сезони | Сезони | Сезони | Сезони |
| Актори          | Персонажі                                                             | 1      | 2      | 3      | 4      | 5      | 6      |
| --------------- | --------------------------------------------------------------------- | ------ | ------ | ------ | ------ | ------ | ------ |
| Майкл Біч       | Монте Паркер (Док), парамедик                                         |        |        |        |        |        |        |
| Кобі Белл       | Тайрон Девіс молодший (Тай), офіцер поліції                           |        |        |        |        |        |        |
| Кріс Бауер      | Фредерік Йокас (Фред), чоловік Фейт Йокас                             |        |        |        |        |        |        |
| Едді Сібріан    | Джеймс Доерті (Джиммі), пожежник → лейтенант пожежників               |        |        |        |        |        |        |
| Боббі Каннавале | Роберто Кеффі (Боббі), парамедик                                      |        |        |        |        |        |        |
| Емі Карлсон     | Александра Тейлор (Алекс), парамедик → пожежник                       |        |        |        |        |        |        |
| Моллі Прайс     | Фейт Йокас, офіцер поліції → детектив                                 |        |        |        |        |        |        |
| Кім Рейвер      | Кімберлі Замбрано (Кім), парамедик                                    |        |        |        |        |        |        |
| Ентоні Руйвівар | Карлос Ніето, парамедик                                               |        |        |        |        |        |        |
| Скіпп Суддут    | Джон Салліван (Саллі), офіцер поліції                                 |        |        |        |        |        |        |
| Тіа Техада      | Маріца Круз, сержант поліції                                          |        |        |        |        |        |        |
| Джейсон Вайлз   | Моріс Боскореллі (Боско), офіцер поліції                              |        |        |        |        |        |        |
| Ніа Лонг        | Саша Монро, офіцер поліції → детектив відділу внутрішніх розслідувань |        |        |        |        |        |        |
| Бонні Деннісон  | Емілі Йокас, старша дочка Йокасів                                     |        |        |        |        |        |        |
| Кара Буоно      | Грейс Фостер, парамедик                                               |        |        |        |        |        |        |
| Джош Стюарт     | Брендан Фінні, офіцер поліції                                         |        |        |        |        |        |        |

## Кросовери
Завдяки великій кількості персонажів і сюжетних ліній, місцю подій (Нью-Йорк) та популярному на телебаченні жанру шоу (про поліцію, пожежний департамент, парамедиків), серіал має кілька кросоверів, епізодів із перетинаннями з іншими програмами.
- Історія про сестру-наркоманку, яку розшукує доктор Сьюзен Льюїс (епізод 3.20 від 29.04.2002)[4], розпочинається в епізоді «Брати і сестри» (8.19 від 25.04.2002)[5] телесеріалу «Швидка допомога».
- Солдат-дезертир, затриманий за пограбування ювелірного магазину (епізод 6.16 від 18.02.2005)[6], стає джерелом поширення смертельного вірусу, з яким борються герої серіалу «Медичне розслідування» Medical Investigation (епізод 1.17 від 18.02.2005)[7].

Кросовери та згадки про події й персонажів «Третьої зміни» є також і в інших телешоу: «Закон і порядок: Спеціальний корпус», «C.S.I.: Місце злочину Маямі», «Військово-юридична служба», «Зоряна брама: SG-1» тощо.